# Wikipédia en xhosa
Wikipédia en xhosa est l’édition de Wikipédia en xhosa (ou isiXhosa), langue bantoue parlée principalement dans la province du Cap-Oriental en Afrique du Sud. L'édition est lancée officiellement en juin 2003 et dans les faits en octobre 2003. Son code est : xh.
Au 21 mars 2025, l'édition en xhosa contient 2 183 articles et compte 14 475 contributeurs, dont 26 contributeurs actifs et 1 administrateur.

## Présentation
Statistiques

Aire de diffusion du xhosa.

En février 2009, l'édition en xhosa compte quelque 100 articles et 710 utilisateurs enregistrés.
Le 7 novembre 2022, elle contient 1 241 articles et compte 11 996 contributeurs, dont 10 contributeurs actifs et 1 administrateur. 